# ナノコンポジット
ナノコンポジット (英: nanocomposites) とは、ある素材を1–100nmの大きさに粒子化したものを、別の素材に練りこんで拡散させた複合材料の総称である。ナノコンポジットの形成により、引張強さ、弾性率、熱変形温度等の様々な物性が飛躍的に向上する。